# Масловська Марія Володимирівна
Масловська Марія Володимирівна (28 листопада 1954 р., с. Нехворощ Андрушівського р-ну Житомирської обл.) – старший викладач кафедри видавничої справи, редагування, основ журналістики та філології Житомирського державного університету імені Івана Франка, відмінник освіти України, член Товариства імені Олени Теліги. Викладає в університеті понад 20 років. Тривалий час працювала заступником директора інституту філології і журналістики з виховної роботи. 

## Діяльність
- За час роботи в університеті викладала такі навчальні курси: історія української літератури, українська усна народна творчість, українознавство.

- М. Масловська заснувала музей старожитностей (відкрився у 2012 р.), який знаходиться в Навчально-науковому інституті філології та журналістики ЖДУ імені І. Я. Франка. Тут є понад чотири  тисячі експонатів, що датуються XIX – поч. ХХ  ст. Переважно це старовинні предмети побуту (друкарська машинка, ткацький верстат, глиняний посуд, маслобійки, рогачі), які були зібрані протягом 22 років. Речі зібрані з усієї України, але найбільше представлена Житомирщина.

- М. Масловська є автором понад 90 статей, упорядником 7 книг і 2-х словників.

## Праці
Ряд праць присвячено питанням української фольклористики та українознавства: 
- Масловська М. В. Максим Рильський і народна творчість / М. В. Масловська // М. Т. Рильський і українська література  ХХ століття. – Житомир, 1995;
- Масловська М. В. Розмалюю писанку, розмалюю / М. В. Масловська //  Кожному мила своя сторона [Текст] : краєзн. нариси про видат. людей, минуле Житомирщини, обряди, звичаї населення краю / [ред. кол.: Б. У. Аврамчук, Л. І. Бондарчук, Л. П. Грузська та ін.]. – Житомир: Журфонд, 1997. – 191 с.;
- Масловська М. В. Словник етнографічних термінів [Текст] / М. В. Масловська, В. Ю. Купневич, Н. А. Федорова. – Житомир: [Ред. авт.], 2004. – 266 с.;
- Масловська М. В. Поліська вишивка – закодований світогляд древлян / М. В. Масловська // Науковий часопис. – Київ, Вид-во НПУ ім. М. П. Драгоманова, 2008;
- Масловська М. В. Український рушник як прадавній символ українців в полікультурному просторі України / М. В. Масловська // Виховний потенціал українського народного мистецтва. – Хмельницький, 2008;
- Масловська М. В. Українознавство в національній школі / М. В. Масловська // Етнокультурний компонент освітньо-виховних систем Полісся. – Житомир, 2009;
- Шкільні свята [Текст]: у 2 ч. / М-во освіти і науки України, Житомир. держ. ун-т ім. І. Франка; / рец. С. О. Пультер та ін.; упоряд.: Н. М. Білоус, М. В. Масловська. – Житомир: Вид-во ЖДУ ім. І. Франка, 2009. – Ч. 1: Державні свята. Календарна обрядовість. – 323 с. – Ч. 2: Родинна обрядовість. Фольклорно-етнографічний матеріал. – 362 с.;
- Україна в серці [Текст] / М-во освіти і науки України; Житомир. держ. ун-т ім. І. Франка; Навч.-наук. ін-т філолог. та журналістики; Каф. укр. літературознавства та компаративістики  // уклад. М. В. Масловська; рец. В. І. Башманівський. – Житомир: Вид-во ЖДУ ім. І. Франка, 2010. – 231 с. - Бібліогр.: с. 222-224. – Із змісту: Молитва до мови (за К. Мотрич); Вірші; Слово про Україну; Прислів'я та приказки; Афоризми.;
- Уроки з народознавства [Текст]: навч. посіб. / Житомир. держ. пед. ун-т ім. І. Франка // упоряд. М. В. Масловська. – Житомир: Вид-во ЖДУ ім. І. Франка, 2010. – 303 с.;
- Масловська М. В. Творчість Михайла Стельмаха – енциклопедія українознавства / М. В. Масловська // М. П. Стельмах і сучасність. ХДЦУІ інновацій та інформатизацій. – Хмельницький, 2012;
- Музей старожитностей в ЖДУ імені Івана Франка як засіб духовного розвитку особистості / М. В. Масловська // Естетичне виховання дітей та молоді: теорія, практика, перспективи розвитку. – Житомир, Вид-во ЖДУ ім. Івана Франка, 2012.